# Søborggård Sogn
Søborggård Sogn er et sogn i Gladsaxe-Herlev Provsti (Helsingør Stift). Sognet ligger i Gladsaxe Kommune (Region Hovedstaden). Indtil Kommunalreformen i 2007 lå det i Gladsaxe Kommune (Københavns Amt), og indtil Kommunalreformen i 1970 lå det i Sokkelund Herred (Københavns Amt). I Søborggård Sogn ligger Søborg Kirke.
I Søborggård Sogn findes bl.a. flg. sted:
- Søborg (bydel)
- Høje Søborg Øst (boligområde)
- Tinghøj Vandreservoir